# Athena (яхта)
Athena трёхмачтовая шхуна с гафельным парусным вооружением, построенная верфью Royal Huisman в 2004 году для Интернет-магната Джеймса Кларка. В 1998 году Кларк заказал у Royal Huisman 47-метровый шлюп Hyperion. К моменту окончания строительства Hyperion Кларк задумал яхту большего размера с кинотеатром, библиотекой, с более просторными каютами и камбузом.

## Провенанс
Конструкторами яхты стали Pieter Beeldsnijder Design и Dykstra & Partners, дизайн интерьера выполнен компанией Rebecca Bradley Interior Design.
В 2004 году Athena стала победителем Show Boats International в категории «Лучшие парусные яхты более 40 м».
В 2008 году яхта прошла первую модернизацию.
С июля 2012 года яхта выставлена на продажу по цене 95 миллионов долларов.